# Phloeus brevis
Phloeus brevis är en skalbaggsart som beskrevs av Jordan 1903. Phloeus brevis ingår i släktet Phloeus och familjen långhorningar.
Artens utbredningsområde är:
- Gabon.
- Sierra Leone.

Inga underarter finns listade i Catalogue of Life.